# Haijiao
La isla Haijiao (en chino, 海 礁), también conocida como isla de Tong (童 岛), Taibujiao (泰 簿 礁) o Taijiao (泰 礁), es una isla perteneciente a China situada en la esquina noreste del grupo de islas Zhoushan y pertenece al condado de Shengsi de la ciudad-prefectura de Zhoushan. El nombre Haijiao literalmente significa "arrecife marino ", y su denominación generalmente aceptada en la cartográfia es Taijiao que literalmente significa "arrecife extremo", una referencia a su posición aislada en el borde del territorio marítimo de China. Es un punto de referencia de los mares territoriales de China.